# Vincenzo Gianneo
Vincenzo Gianneo (Trieste, 25 dicembre 1985) è un calciatore italiano, centrocampista del Muggia.

## Carriera
Dopo aver militato in diverse squadre minori del campionato di calcio italiano, Chieti, Siracusa, Muggia, Sevegliano, Itala San Marco e San Sergio, nel 2008 è stato acquistato dal club professionistico Sport Boys, militante nella serie A peruviana. L'anno successivo passa allo Sport Ancash dove ha avuto modo di giocare da titolare nella formazione che ha lottato per non retrocedere in Segunda División.
Nel febbraio del 2010 torna in Italia, nella Serie D, firmando per Chioggia Sottomarina.Successivamente firma per la Manzanese.
Nella stagione 2015/2016 milita nelle file dell'ASD Vesna, squadra di Santa Croce, e contribuisce in maniera decisiva alla vittoria del campionato di Promozione segnando numerosi gol.